# Borhidi-rendszer
A Borhidi-rendszer Borhidi Attila, az MTA Ökológiai és Botanikai Intézet egykori igazgatója, az Ökológiai Központ és a hozzá kapcsolódó országos Ökológiai Hálózat kiépítőjének nevéhez fűződő növényrendszertani osztályozás. Zárvatermőrendszere Ehrendorfer és Strasburger Lehrbuch der Botanik című 1991-ben megjelent tankönyvére és a Dahlgren–Clifford–Yeo szerzőhármas The Families of the Monocotyledons című 1985-ben megjelent könyvére épült. Az itt közölt rendszer a zárvatermők Földön élő mintegy 450 növénycsaládjából 233-at tartalmaz.
A taxonok magyar elnevezései eltérhetnek más hazai növényrendszerezők elnevezéseitől.
Altörzs: ANGIOSPERMATOPHYTA (Magnoliophyta, Angiospermae) – Zárvatermők

## I. osztály: Dicotyledonopsida (Magnoliatae) – Kétszikű zárvatermők (Kétszikűek)

### A) fejlődési szint: Polycarpicae
A.1. alosztály: Magnoliidae

#### I. főrend: Magnolianae
1. rend: Magnoliales – Liliomfák
1. család: Winteraceae
2. család: Degeneriaceae
3. család: Magnoliaceae – Liliomfafélék
2. rend: Annonales – Annonavirágúak
4. család: Annonaceae – Annonfélék
5. család: Myristicaceae – Szerecsen- vagy muskátdiófélék
3. rend: Aristolochiales – Farkasalmák
6. család: Aristolochiaceae – Farkasalmafélék
4. rend: Laurales – Babérvirágúak
7. család: Austrobaileyaceae
8. család: Lauraceae – Babérfélék
5. rend: Piperales – Borsvirágúak
9. család: Chloranthaceae
10. család: Piperaceae – Borsfélék

#### II. főrend: Nymphaeanae
6. rend: Nymphaeales – Tündérrózsák
11. család: Nymphaeaceae – Tündérrózsafélék
12. család: Cabombaceae – Kabombafélék
13. család: Ceratophyllaceae – Tócsagaz- vagy Borzhínárfélék
7. rend: Nelumbonales – Lótuszvirágúak
14. család: Nelumbonaceae – Lótuszfélék
A.2. alosztály: Ranunculidae

#### III. főrend: Illicianae
8. rend: Illiciales – Csillagánizs-virágúak
15. család: Illiciaceae – Csillagánizsfélék
16. család: Schizandraceae – Boglárfolyondár-félék

#### IV. főrend:Ranunculanae
9. rend: Ranunculales – Boglárkák
17. család: Ranunculaceae – Boglárkafélék
18. család: Berberidaceae – Borbolyafélék
10. rend: Papaverales – Pipacsvirágúak
19. család: Papaveraceae – Mákfélék
20. család: Fumariaceae – Füstikefélék

### B) fejlődési szint: Apetalae (Monochlamydae)
B.1. alosztály: Caryophyllidae

#### V. főrend: Caryophyllinae
11. rend: Caryophyllales – Szegfűvirágúak
21. család: Molluginaceae – Csillagszegfűfélék
22. család: Caryophyllaceae – Szegfűfélék
23. család: Illecebraceae – Ezüstvirágfélék
12. rend: Chenophodiales – Libatopvirágúak
24. család: Phytolaccaceae – Alkörmösfélék
25. család: Aizoaceae – Kristályvirágfélék
26. család: Portulaceae – Porcsinfélék
27. család: Basellaceae – Bazellafélék
28. család: Nyctaginaceae – Csodatölcsérfélék
29. család: Chenopodiaceae – Libatopfélék
30. család: Amaranthaceae – Disznóparéjfélék
13. rend: Opuntiales – Kaktuszvirágúak
31. család: Cactaceae – Kaktuszfélék
32. család: Dideraceae

#### VI. főrend: Polygonanae
14. rend: Polygonales – Keserűfűvirágúak
33. család: Polygonaceae – Keserűfűfélék

#### VII. főrend: Plumbaginanae
15. rend: Plumbaginales – Kékgyökérvirágúak
34. család: Plumbaginaceae – Kékgyökérfélék
B.2. alosztály: Hamamelididae

#### VIII. főrend: Trochodendranae
16. rend: Trochodendrales
35. család: Tetracentraceae
36. család: Trochodendraceae

#### IX. főrend: Hamamelidanae
17. rend: Hamamelidales – Csodamogyoró-virágúak
37. család: Hamamelidaceae – Csodamogyoró-félék
38. család: Platanaceae – Platánfélék
18. rend: Fagales – Kupacstermésűek
39. család: Fagaceae – Bükkfélék
40. család: Betulaceae – Nyírfélék

#### X. főrend: Juglandanae
19. rend: Myricales – Viaszfavirágúak
41. család: Myricaceae – Viaszfafélék
20. rend: Juglandales – Diótermésűek
42. család: Juglandaceae – Diófélék

#### XI. főrend: Casuarinanae
21. rend: Casuarinales
43. család: Casuarinaceae

#### XII. főrend: Urticanae
22. rend: Urticales – Csalánvirágúak
44. család: Ulmaceae – Szilfélék
45. család: Moraceae – Eperfafélék
46. család: Cannabaceae – Kenderfélék
47. család: Urticaceae – Csalánfélék

### C) fejlődési szint: Dialypetalae és Sympatelae Pentacyclicae
C.1. alosztály: Rosidae

#### XIII. főrend: Rosanae
23. rend: Saxifragales – Kőtörőfű-virágúak
48. család: Cunoniaceae
49. család: Crassulaceae – Varjúhájfélék
50. család: Saxifragaceae – Kőtörőfűfélék
51. család: Grossulariaceae – Ribiszkefélék
24. rend: Rosales – Rózsavirágúak
52. család: Rosaceae – Rózsafélék
1. alcsalád: Spiraeoidae
2. alcsalád: Rosoideae
3. alcsalád: Maloideae
4. alcsalád: Prunoideae
53. család: Chrysobalanaceae – Ikákófélék
25. rend: Podostemonales – Örvényvirágok
54. család: Podostemonaceae – Örvényvirágfélék

#### XIV. főrend: Fabanae
26. rend: Fabales (Leguminosae) – Hüvelyesek
55. család: Mimosaceae – Mimózafélék
56. család: Caesalpiniaceae – Lepényfafélék
57. család: Fabaceae (Papilionaceae) – Pillangósvirágúak

#### XV. főrend: Proteanae
27. rend: Proteales
58. család: Proteaceae

#### XVI. főrend: Myrtanae
28. rend: Myrtales – Mirtuszvirágúak
59. család: Sonneratiaceae
60. család: Rhizophoraceae – Mangrovefélék
61. család: Barringtoniaceae
62. család: Combretaceae
63. család: Myrtaceae – Mirtuszfélék
64. család: Melastomataceae – Díszlevélfafélék
65. család: Memecylaceae
66. család: Punicaceae
67. család: Onagraceae – Ligetszépefélék
68. család: Lythraceae – Füzényfélék
69. család: Trapaceae – Sulyomfélék
29. rend: Haloragales – Süllőhínáralakúak
70. család: Haloragaceae – Süllőhínárfélék

#### XVII. főrend: Rutanae
30. rend: Rutales – Rutavirágúak
71. család: Rutaceae – Rutafélék
72. család: Anacardiaceae – Szömörcefélék
73. család: Burseraceae – Balzsamfafélék
74. család: Simaroubaceae – Bálványfafélék
75. család: Meliaceae – Mahagónifélék
31. rend: Sapindales – Szappanfavirágúak
76. család: Sapindaceae – Szappanfafélék
77. család: Hippocastanaceae – Vadgesztenyefélék
78. család: Aceraceae – Juharfélék
79. család: Staphyleaceae – Hólyagfafélék
32. rend: Geraniales – Gólyaorrvirágúak
80. család: Oxalidaceae – Madársóskafélék
81. család: Linaceae – Lenfélék
82. család: Erythroxylaceae – Kokacserjefélék
83. család: Zygophyllaceae – Királydinnyefélék
84. család: Geraniaceae – Gólyaorrfélék
85. család: Balsaminaceae – Nebáncsvirágfélék
33. rend: Polygalales – Pacsirtafű-virágúak
86. család: Polygalaceae – Pacsirtafűfélék

#### XVIII. főrend: Celastranae
34 rend: Celastrales – Kecskerágó-virágúak
87. család: Celastraceae – Kecskerágófélék
35. rend: Rhamnales – Bengevirágúak
88. család: Rhamnaceae – Bengefélék
89. család: Vitaceae – Szőlőfélék
36. rend: Santalales – Szantálfavirágúak
90. család: Olacaceae – Olakszfélék
91. család: Santalaceae – Szantálfafélék
92. család: Loranthaceae – Fakínfélék
93. család: Viscaceae – Fagyöngyfélék
37. rend: Balanophorales
94. család: Balanophoraceae
95. család: Cynomoriaceae
38. rend: Rafflesiales
96. család: Rafflesiaceae
97. család: Hydnoraceae

#### XIX. főrend: Euphorbianae
39. rend: Thymelaeales – Boroszlánvirágúak
98. család: Thymelaeaceae – Boroszlánfélék
40. rend: Elaeagnales – Ezüstfavirágúak
99. család: Elaeagnaceae – Ezüstfafélék
41. rend: Euphorbiales (Tricoccae) – Kutyatejvirágúak
100. család: Buxaceae – Puszpángfélék
101. család: Euphorbiaceae – Kutyatejfélék

#### XX. főrend: Aralianae
42. rend: Pittosporales
102. család: Pittosporaceae
43. rend: Araliales (Umbelliflorae) – Borostyánvirágúak (Ernyősvirágzatúak)
103. család: Araliaceae – Borostyánfélék
104. család: Apiaceae (Umbelliferae) – Ernyősök

### C.2. alosztály: Dilleniidae

#### XXI. főrend: Dillenianae
44. rend: Dilleniales – Dilleniavirágúak
105. család: Dilleniaceae – Dilleniafélék
106. család: Paeoniaceae – Bazsarózsafélék

#### XXII. főrend: Theanae
45. rend: Theales (Guttiferales) – Teavirágúak
107. család: Theaceae – Teafélék
1. alcsalád: Camellioideae
2. alcsalád: Ternstroemioideae
108. család: Hypericaceae (Guttiferae) – Orbáncfűfélék
1. alcsalád: Hypericoideae
2. alcsalád: Calophylloideae
109. család: Clusiaceae
110. család: Dipterocarpaceae – Dipterokarpuszfélék
46. rend: Sarraceniales – Szarracéniaalakúak
111. család: Sarraceniaceae – Szarracéniafélék
47. rend: Nepenthales – Kancsókaalakúak
112. család: Nepenthaceae – Kancsókafélék
48. rend: Droserales – Harmatfűalakúak
113. család: Droseraceae – Harmatfűfélék

#### XXIII. főrend:  Violanae
49. rend: Violales (Parietales) – Ibolyavirágúak vagy Fali magkezdeményűek
114. család: Flacourtiaceae
115. család: Violaceae – Ibolyafélék
116. család: Passifloraceae – Golgotavirágfélék
117. család: Caricaceae – Dinnyefafélék
118. család: Cistaceae – Szuharfélék
119. család: Tamaricaceae – Tamariskafélék
50. rend: Capparales – Kaprivirágúak
120. család: Capparaceae – Kaprifélék
121. család: Brassicaceae (Cruciferae) – Káposztafélék vagy Keresztesvirágúak
122. család: Resedaceae – Rezedafélék
51. rend: Tropaeolales – Sarkantyúkavirágúak
123. család: Tropaeolaceae – Sarkantyúkafélék
52. rend: Salicales – Fűzvirágzatúak
124. család: Salicaceae – Fűzfafélék
53. rend: Begoniales – Begóniavirágúak
125. család: Begoniaceae – Begóniafélék
54. rend: Cucurbitales – Tökvirágúak
126. család: Cucurbitaceae – Tökfélék

#### XXIV. főrend: Malvanae
55. rend: Malvales (Columniferae) – Mályvavirágúak
127. család: Tiliaceae – Hársfafélék
128. család: Bombacaceae – Gyapjúfafélék
129. család: Sterculiaceae – Kakaófélék
130. család: Malvaceae – Mályvafélék

#### XXV. főrend: Primulanae
56. rend: Ebenales – Ébenvirágúak
131. család: Styracaceae – Benzoéfélék
132. család: Ebenaceae – Ébenfafélék
133. család: Sapotaceae – Vajfafélék
57. rend:  Primulales – Kankalinvirágúak
134. család: Theophrastaceae – Árlevelűek
135. család: Myrsinaceae – Gyantafafélék
136. család: Primulaceae – Kankalinfélék

#### XXVI. főrend: Cornanae
58. rend: Cornales – Somvirágúak
137. család: Hydrangeaceae – Hortenziafélék
138. család: Aquifoliaceae – Magyalfélék
139. család: Cornaceae – Somfélék
59. rend: Ericales (Bicornes) – Hangavirágúak
140. család: Clethraceae
141. család: Ericaceae – Hangafélék
1. alcsalád: Rhododendroideae
2. alcsalád: Ericoideae
3. alcsalád: Vaccinioideae
4. alcsalád: Epigeoideae
142. család: Pyrolaceae – Körtikefélék
143. család: Monotropaceae – Fenyőspárgafélék

### D) fejlődési szint: Sympetalae Tetracyclicae
D.1. alosztály: Lamiidae

#### XXVII. főrend: Gentiananae
60. rend: Dipsacales – Mácsonyavirágúak
144. család: Sambucaceae – Bodzafélék
145. család: Caprifoliaceae – Loncfélék
146. család: Adoxaceae – Pézsmaboglárfélék
147. család: Valerianaceae – Macskagyökérfélék
148. család: Dipsacaceae – Mácsonyafélék
61. rend: Oleales – Olajfavirágúak
149. család: Oleaceae – Olajfafélék
62. rend: Gentianales (Contortae) – Tárnicsvirágúak
150. család: Loganiaceae – Sztrichninfafélék
151. család: Gentianaceae – Tárnicsfélék
152. család: Menyanthaceae – Vidrafűfélék
63. rend: Asclepiadales – Selyemkóró-virágúak
153. család: Apocynaceae – Meténgfélék
154. család: Asclepiadaceae – Selyemkórófélék
64. rend: Rubiales – Buzérvirágúak
155. család: Rubiaceae – Buzérfélék

#### XXVIII. főrend: Solananae (Solanaceles + Boraginales)
65. rend: Solanales – Burgonyavirágúak
156. család: Solanaceae – Burgonyafélék
157. család: Convolvulaceae – Szulákfélék
158. család: Cuscutaceae – Arankafélék
159. család: Polemoniaceae – Csatavirágfélék
66. rend: Boraginales – Borágóvirágúak
160. család: Hydrophyllaceae – Méhvirágfélék
161. család: Ehretiaceae – Érdesrózsafélék
162. család: Boraginaceae – Érdeslevelűek

#### XXIX. főrend: Scrophularianae
67. rend: Scrophulariales – Tátogatóvirágúak
163. család: Scrophulariaceae – Tátikafélék
164. család: Globulariaceae – Gubóvirágfélék
165. család: Orobanchaceae – Vajvirágfélék
166. család: Plantaginaceae – Útifűfélék
167. család: Bignoniaceae – Szivarfafélék
168. család: Acanthaceae – Akantuszfélék
169. család: Pedaliaceae – Szezámfélék
170. család: Gesneriaceae – Bársonylevélfélék
171. család: Lentibulariaceae – Rencefélék
68. rend: Hippuridales – Vízilófark-alakúak
172. család: Hippuridaceae – Vízilófarkfélék
69. rend: Lamiales – Ajakosvirágúak
173. család: Verbenaceae – Verbénafélék
174. család: Avicenniaceae
175. család: Lamiaceae – Ajakosak
176. család: Callitrichaceae – Mocsárhúrfélék

### D.2. alosztály: Asteridae (Synandrae)

#### XXX. főrend: Asteranae
70. rend: Campanulales – Harangvirágúak
177. család: Campanulaceae – Harangvirágfélék
178. család: Lobeliaceae – Lobéliafélék
71. rend: Asterales – Fészkesvirágzatúak
179. család: Asteraceae (Compositae) – Fészkesek
a) Asteroideae (Tubuliflorae)
b) Cichorioideae (Liguliflorae)

## II. osztály: Monocotyledonopsida (Liliatae) – Egyszikűek
M.1. alosztály: Alismatidae

### XXXI. főrend: Alismatanae
72. rend: Alismatales – Hídőrvirágúak
180. család: Butomaceae – Virágkákafélék
181. család: Limnocharitaceae – Vízimákfélék
182. család: Alismataceae – Hídőrfélék
73. rend: Hydrocharitales – Békatutajvirágúak
183. család: Hydrocharitaceae – Békatutajfélék
1. alcsalád: Hydrocharitoideae
2. alcsalád: Vallisnerioideae
3. alcsalád: Elodeoideae
4. alcsalád: Thalassioideae
5. alcsalád: Halophiloideae
74. rend: Najadales – Tüskéshínár-alakúak
184. család: Scheuchzeriaceae – Tőzegszittyófélék
185. család: Juncaginaceae – Kígyófűfélék
186. család: Potamogetonaceae – Békaszőlőfélék
187. család: Zosteraceae – Tengerifűfélék
188. család: Zannichelliaceae – Tófonalfélék
189. család: Najadaceae – Tüskéshínárfélék
M.2. alosztály: Aridae

### XXXII. főrend: Aranae
75. rend: Arales – Kontyvirágzatúak
190. család: Araceae – Kontyvirágfélék
1. alcsalád: Pothoideae
2. alcsalád: Monsteroideae
3. alcsalád: Calloideae
4. alcsalád: Philodendroideae
5. alcsalád: Colocasioideae
6. alcsalád: Aroideae
7. alcsalád: Pistioideae
191. család: Lemnaceae – Békalencsefélék
M.3. alosztály: Liliidae

### XXXIII. főrend: Liliinae
76. rend: Dioscoreales
192. család: Dioscoreaceae
193. család: Trilliaceae – Farkasszőlőfélék
194. család: Smilacaceae
77. rend: Asparagales – Spárgavirágúak
195. család: Convallariaceae – Gyöngyvirágfélék
196. család: Asparagaceae – Spárgafélék
197. család: Ruscaceae – Csodabogyófélék
198. család: Dracaenaceae – Sárkányfafélék
199. család: Agavaceae – Agávéfélék
200. család: Hemerocallidaceae – Sásliliomfélék
201. család: Asphodelaceae – Aszfodéloszfélék
202. család: Anthericaceae – Homokliliom-félék
203. család: Hyacinthaceae – Jácintfélék
204. család: Alliaceae – Hagymafélék
205. család: Amaryllidaceae – Amarilliszfélék
78. rend: Liliales – Liliomvirágúak
206. család: Melanthiaceae – Zászpafélék
207. család: Colchicaceae – Kikericsfélék
208. család: Liliaceae – Liliomfélék
209. család: Iridaceae – Nősziromfélék

### XXXIV. főrend: Orchidanae
79. rend: Burmanniales
210. család: Burmanniaceae
80. rend: Orchidales – Orchideavirágúak
211. család: Apostasiaceae – Aposztáziafélék
212. család: Cypripediaceae – Papucsorchidea-félék
213. család: Orchidaceae – Kosborfélék
M.4. alosztály: Zingiberidae

### XXXV. főrend:  Bromelianae
81. rend: Velloziales
214. család:  Velloziaceae
82. rend: Bromeliales – Ananászvirágúak
215. család:  Bromeliaceae – Ananászfélék
1. alcsalád: Pitcairnioideae
2. alcsalád: Tillandsioideae
3. alcsalád: Bromelioideae
83. rend: Pontederiales – Vízijácint-virágúak
216. család:  Pontederiaceae – Vízijácintfélék
84. rend: Typhales – Gyékényvirágzatúak
217. család: Sparganiaceae – Békabuzogányfélék
218. család: Typhaceae – Gyékényfélék

### XXXVI. főrend: Zingiberanae
85. rend: Zingiberales – Gyömbérvirágúak
219. család: Musaceae – Banánfélék
220. család: Strelitziaceae – Papagájvirág-félék
221. család: Zingiberaceae – Gyömbérfélék
222. család: Cannaceae
223. család: Maranthaceae
M.5. alosztály: Commelinidae

### XXXVII. főrend:  Commelinanae
86. rend: Commelinales – Pletykavirágúak
224. család: Commelinaceae – Pletykafélék
87. rend: Xyridales
225. család: Xyridaceae – Virágsásfélék
88. rend: Eriocaulales – Gombosvirágzatúak
226. család: Eriocaulaceae – Gombosvirágfélék
89. rend: Poales – Perjevirágúak (Graminales – Pázsitfűvirágúak, Glumiflorae – Pelyvások)
227. család: Restionaceae – Szittyópázsitfélék
228. család: Poaceae – Perjefélék (Graminaceae – Pázsitfűfélék)
1. alcsalád: Bambusoideae
2. alcsalád: Arundinoideae
3. alcsalád: Chloridoideae
4. alcsalád: Panicoideae
5. alcsalád: Andropogonoideae
6. alcsalád: Pooideae

### XXXVIII. főrend: Juncanae
90. rend: Juncales – Szittyóvirágúak
229. család:  Juncacae – Szittyófélék
91. rend: Cyperales – Palkavirágúak
230. család: Cyperaceae – Palkafélék
1. alcsalád: Scirpoideae
2. alcsalád: Rhynchosporoideae
3. alcsalád: Caricoideae
M.6. alosztály: Arecidae

### XXXIX. főrend:   Arecanae
92. rend:  Arecales – Pálmavirágúak (Principes)
231. család: Arecacae (Palmae) – Pálmák
1. alcsalád: Coryphoideae
2. alcsalád: Phoenicoideae
3. alcsalád: Borassoideae
4. alcsalád: Lepidocaryoideae
5. alcsalád: Nypoideae
6. alcsalád: Caryotoideae
7. alcsalád: Arecoideae
8. alcsalád: Cocosoideae
9. alcsalád: Phytelephantoideae

### XL. főrend:Pandananae
93. rend:  Cyclanthales – Villáspálma-alakúak
232. család:    Cyclanthaceae – Villáspálmafélék
94. rend:  Pandanales – Csavarpálma-alakúak
233. család:   Pandanaceae – Csavarpálmafélék